# サラマンカの戦い

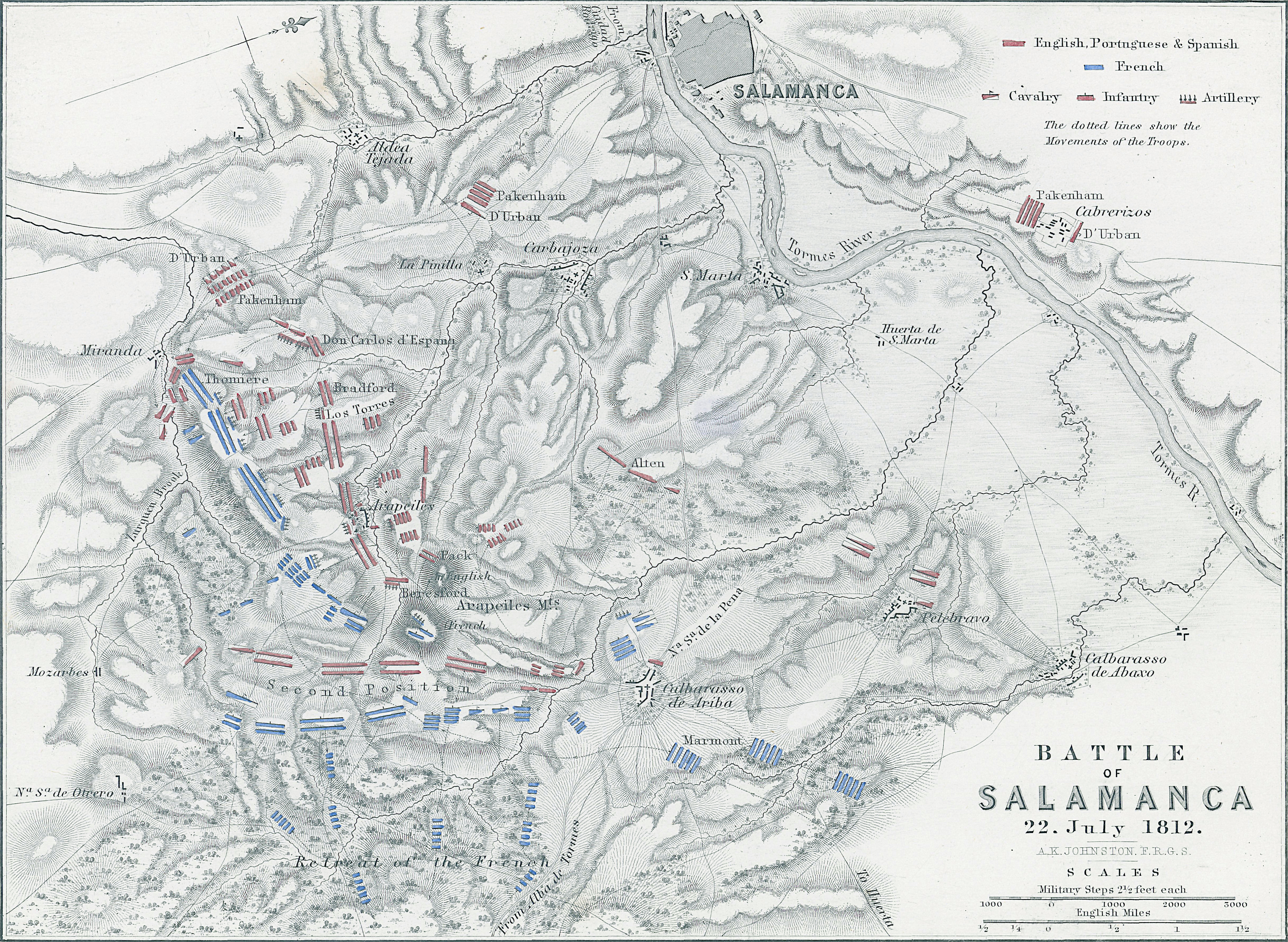
戦場の地図

サラマンカの戦い（サラマンカのたたかい、英語: Battle of Salamanca）、またはアラピレスの戦い（アラピレスのたたかい、フランス語: Bataille des Arapiles、スペイン語: Batalla de los Arapiles）は、半島戦争中の1812年7月22日、サラマンカの南のアラピレスで、ウェリントン伯爵アーサー・ウェルズリー率いるイギリス＝ポルトガル連合軍がオーギュスト・マルモン元帥率いるフランス軍を破った戦闘。スペイン軍も戦場にいたが後方に留まっており戦闘に参加しなかった。
戦闘はイギリス軍の重騎兵旅団とエドワード・パッケンハムの第3師団、続いて騎兵と第4、第5、第6師団による斜行戦術からの側面攻撃の連続であった。連続攻撃の結果、フランス軍左翼は潰走した。マルモンも副官のジャン・ピエール・フランソワ・ボネ将軍も戦闘開始から数分で弾の破片による傷を負い、それがフランス軍の指揮に混乱をきたした。ウェリントンはこの混乱を利用してフランス軍を撃破した。
第3指揮官のベルトラン・クルーセル将軍はフランス軍の指揮を引き継いで、フランスの予備軍を連合軍の薄い中央に対し投入した。この動きは一部で成功を収めたが、結局は増援を中央部へ送ったウェリントンが押し返した。
連合軍はイギリス人3,129名とポルトガル人2,038名が死傷した。スペイン軍は予めフランス軍の逃げ道を塞ぐよう移動したため戦闘に参加せず、死傷者は6名だけだった。フランス死傷者と捕虜の合計が1万3千名だった。ウェリントンの勝利の結果、イギリス軍はポルトガルに撤退する前にマドリードを2か月間解放することができた。フランスはアンダルシアを放棄しなければならず、マドリードの陥落はジョセフ・ボナパルトの親フランス政府に癒えない傷を与えた。

## 背景
1812年4月、バダホスの包囲と占領に成功した後、ウェリントンとイギリス＝ポルトガル連合軍の大半は北上して一時ポルトガルに侵入したマルモンのフランス軍を迎撃した。マルモンがサラマンカへ撤退した後、ウェリントンは自軍をアゲダ川とコア川の後ろに移動した。5月、ウェリントンの命令でローランド・ヒル将軍は7千人の軍を連れてアルマラスの橋を破壊し、スールト軍とマルモン軍の連絡を切断した。
6月13日、ウェリントンはアゲダ川を渡河、東のサラマンカへ進軍した。サラマンカはフランス軍の補給拠点であり、フランスはそこにある修道院3院を強固な要塞に改造して、サラマンカの市街地とトルメス川にかけてある橋の守備を補強した。イギリス軍は6月19日に砲撃を開始し、修道院2院を炎上させた。フランス軍は援軍が来ないのを見て、27日に降伏した。
その後数週間にわたり、ウェリントンのサラマンカより北への進軍は補給の整ったマルモン軍に阻まれた。両軍はトルメス川の両岸で対峙し、マルモンはしばしばウェリントンの補給線を脅かした。フランス軍は東に迂回してウエルタでトルメス川南岸へ渡河、続いて南、西と動いて、ウェリントン軍の脇腹を突こうとした。この日までにウェリントンはポルトガルへの撤退を決定したが、彼は両軍が平行線を辿るように行軍し、そのうちイギリス軍が内線にいるためフランス軍は陣形が直線に伸びたようになることを観察した。さらにマルモンが左翼の軍を本軍より分離するミスを犯したため、ウェリントンは即座に伸びに伸びたフランス軍左翼を攻撃するよう命じた。

## 行軍

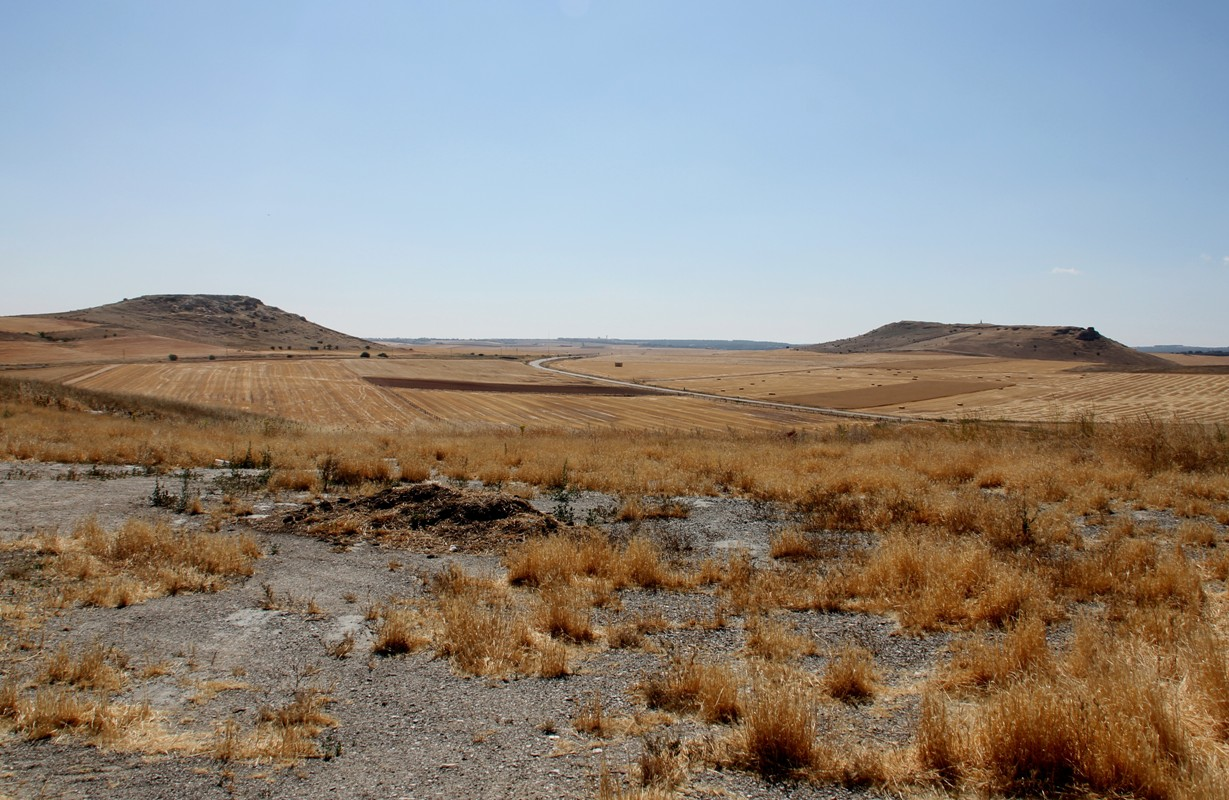
村から見ると、アラピル・グランデは右側にある。

7月22日早朝、マルモン軍は南に移動し、その前列はサラマンカの南東にあたる場所に着いた。西に眺望すると、フランス軍にはウェリントンの第7師団が山稜に配置されていることと、そのさらに遠い場所から煙がのぼっていることが判明した。マルモンはこの観察でイギリス軍の大半が撤退中であり、今出撃すればイギリス後衛と戦うだけで済む、と結論づけた。そして、彼はフランス軍を南、続いて西に移動させ、イギリス軍の脇腹を叩く戦略を立てた。
しかし、ウェリントンは自軍の大半を山稜の後ろに隠しており、さらに第3と第5師団がサラマンカから出撃していたため、マルモンの判断ミスとなった。ウェリントンはこのことを知られたら撤退する予定だったが、フランス軍が攻撃を仕掛けるかもしれないと様子を見た。
この山稜はLを横に倒したような形（つまり「』」のような形）をしており、その内側には谷、続いてもう1つの』形の山稜がある。つまり、2つの』形の山稜の間に谷が走っている。マルモン軍は内側の山稜に沿って移動したが、この山稜の傾斜は「アラピル・グランデ」（スペイン語: Arapil Grande）と呼ばれるように、険しいものだった。このため、フランス軍は朝には2本の傾斜のうち、短く、南北を走る傾斜しか占領できなかった。マルモンは側面攻撃のために軍を長い、東西を走る傾斜に沿って西へ移動させた。もう1つの山稜ではウェリントンがフランス軍から見えないことを利用して、精鋭を長い方の傾斜に配置した。
マルモン軍は西へ移動するにつれて、長い方の傾斜に薄く配置される形になってきた。 トミエール師団が一番西に配置され、キュルトの騎兵がそれを支えた。さらにムキューナ、ブエニエ、クルーセル、ボネ、サルー、ボイエーが続き、また短い方の傾斜にはフォワとフェレが配置された。

## 戦闘

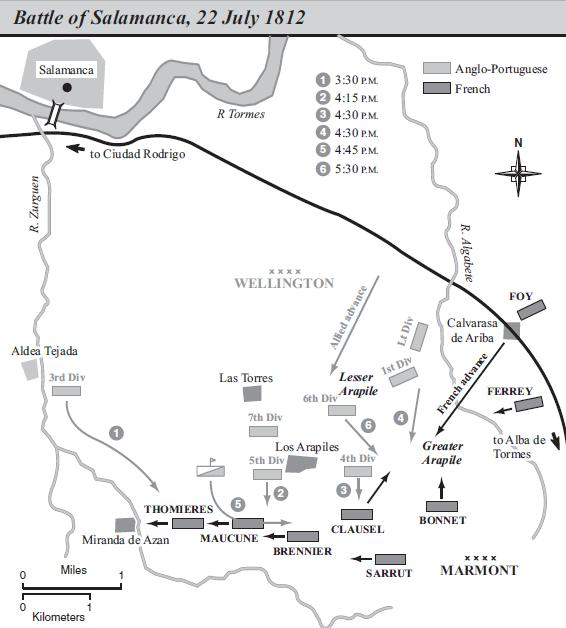
戦闘中、両軍の配置の地図

イギリスの第3師団とベンジャミン・ダーバンの旅団はフランス側の傾斜の頂点に着いたとき、トミエール師団に対し攻撃を開始した。同時にウェリントンは第4と第5師団をその東側に配置して攻撃を開始させ、第6と第7師団をその後衛とした。
トミエール師団は展開に手間取りつつも善戦したが、結局イギリス第3師団の銃剣突撃で潰走し、トミエールも戦死した。イギリス騎兵が戦場にいたためムキューナ師団は方陣を組んだ。方陣は乗馬攻撃に対し有効だが歩兵の攻撃に弱く、歩兵を2列に並べていたリースの第5師団はマスケット銃連射でムキューナ師団を破った。フランス歩兵が倒れていく中、コットンはレ・マーチャントの重騎兵旅団（第5近衛竜騎兵連隊、第3竜騎兵連隊、第4竜騎兵連隊）に突撃を命じた。これはナポレオン戦争を通して、一旅団による突撃で敵に最も壊滅的な打撃を与えた突撃とされる。フランス軍左翼がイギリス＝ポルトガル連合軍の歩兵に押されている中、レ・マーチャントの竜騎兵が殺到して1796年型重騎兵剣大隊ごとなぎ倒していき、フランス軍はイギリス騎兵を掩護にして竜騎兵のサーベルを避ける有様であった。レ・マーチャントは自軍がフランス8個連隊を倒した後も分隊を率いていたが、脊椎を銃撃され落命した。ウィリアム・ポンソンビーが指揮を引き継いだ。
フランス軍は開戦早々、指揮官を失っていた。パッケンハムの第3師団を見てようやく事態の厳重さに気づいたマルモンは走って乗馬しようとしたが、イギリスの爆弾の爆発に巻き込まれ、腕と肋骨2本が骨折してしまった。副官のボネもすぐに負傷した。しかしこのことの記録には食い違いがあり、マルモンはウェリントンが攻撃する前に自分が負傷したことで陣形を直す機会が失われたと主張した。一方でイギリスの記録では、マルモンの負傷はウェリントンの攻撃開始から20分や1時間すぎだった。フランス側のポルトガル軍は指揮官不在のままであった。
ロウリー・コール率いる第4師団がボネ師団を攻撃する一方、デニス・パックのポルトガル軍はアラピル・グランデを攻撃した。しかし、両方ともグレーター・アラピレスにいるフランスの砲兵中隊に撃退された。
フランス軍の指揮引き継いだクルーセルはなんとか状況をひっくり返そうとした。彼はサルー師団に潰えている左翼を補強させ、続いてボイエーの竜騎兵を援護に自らとボネの師団でコールの第4師団に対し危険な反撃をした。この攻撃で第4師団は敗れ、その後ろの第6師団に打撃を与えた。マーシャル元帥はすぐさまこの脅威に対処、第5師団下のスプライ率いるポルトガル旅団をフランス歩兵と対峙させ、ウェリントンも第1師団と第7師団を投入した。激しい戦闘の後、クルーセル師団もボネ師団も敗れ、フランス軍は撤退し始めた。
フランス軍が撤退している中、フェレは自分の師団を3列に配置、また両翼に方陣を組んでいる大隊を配置した。イギリス軍はまずヘンリー・クリントン率いる第6師団が跳ね返されたが、ウェリントンが砲兵にフランス軍の中央を砲撃するよう命じてから再び攻撃すると、今度はフェレ師団に勝利、フェレを戦死させた。
フォワ師団はフランス軍のアルバ・デ・トルメスへの撤退を援護した。アルバ・デ・トルメスには橋が一本あり、逃げ道として使えたが、ウェリントンはスペイン軍が要塞にこもりながらそこを塞ぐと思ったので別進路をとった。しかし、スペイン軍の指揮官カルロス・デ・エスパーニャはウェリントンに知らせずに勝手に撤収してフランス軍を逃してしまった。フランス軍は死傷者7千、捕虜7千であった。マルモンが重傷を負った他、2人の師団指揮官が戦死、1人が負傷した。連合軍の死者5,214人のうち、半分は第4師団と第6師団所属だった。指揮官のうち、コットン、コールとリースが負傷した。

## 結果

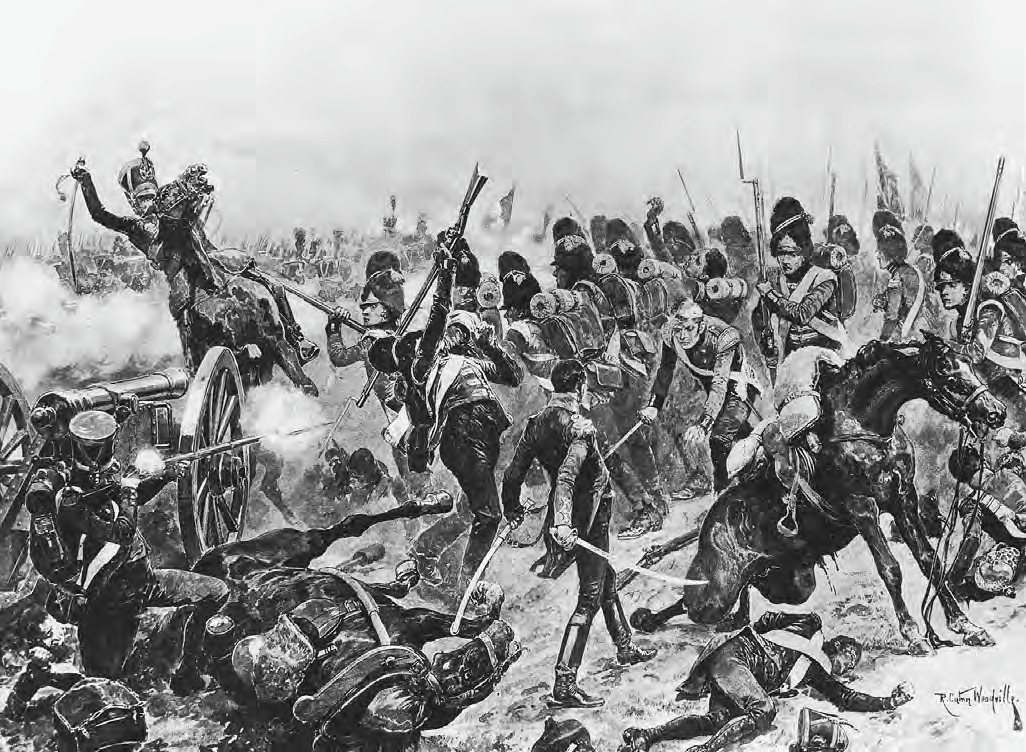
サラマンカの戦いで、トミエール軍に突撃するサー・エドワード・パッケンハムの第3師団

この戦闘はウェリントンを攻撃的な将軍に仕立て上げ、彼は「40分で4万の軍を破った」と評価された。戦闘から6日後、フォワは日記でこう綴っている。
「この戦闘はイギリスが最近勝利した戦闘の中で、最も賢く戦われ、最も大規模な、最も重要な戦闘だ。ウェリントン卿の人気をほぼマールバラの程度まで引き上げた。今日までに私たちは彼の慎重さ、陣地を選ぶ目、そして陣地を使う能力を知った。しかし、彼はサラマンカでさらに行軍の能力を見せた。彼は軍の配備をほぼ一日中隠し通し、私たちが動いてから自らの動きを見せた。彼はフリードリヒ大王風に斜行戦術をそのまま使う、という賭けに打って出た。」
サラマンカの戦いはフランスに重い打撃を与えた。フランス軍の再集結中、イギリス＝ポルトガル連合軍は8月6日にマドリードに入城した。続いてブルゴス包囲戦が始まったが、再集結したフランス軍に包囲される危険が高まると、連合軍はポルトガルに撤退した（最も、1812年ロシア戦役で多くの兵士を失ったフランスは攻撃に打って出なかったが）。
スペイン軍がアルバ・デ・トルメスの橋の封鎖に失敗したことで、フランスの逃走を阻止できず、追撃も失敗した。原因はイギリスとスペインの指揮官の認識の齟齬とされる。

## ガルシア・フェルナンデスの戦い
次の日、ウェリントンの国王直属ドイツ人軍団の竜騎兵は騎兵には難しいとされる歩兵方陣破りを数分間で2回成功し、ガルシア・フェルナンデスの戦いでフランス前衛の一部を破った。

## 帝国の鷲
サラマンカの戦いにおいて、フランス帝国の鷲が2体奪われた。2体ともイギリスに現存している。

## 大衆文化と記念
- レフ・トルストイの『戦争と平和』では、ボロジノの戦いの前のシーンでサラマンカの敗戦の報せがナポレオンに届いた。
- オーストラリア・タスマニア州・ホバートのサラマンカ広場（英語版）はこの戦闘を記念して名付けられた。近くにウェリントン山（英語版）がある。